# Хризостом (Синетос)
Митрополи́т Хризосто́м (греч. Μητροπολίτης Χρυσόστομος, в миру Дими́трий Синето́с, греч. Δημήτριος Συνετός; род. 3 мая 1939, Закинф, Ионические острова) — епископ Элладской православной церкви на покое, титулярный митрополит Додонский (с 2011).

## Биография
В 1961 году принял монашеский постриг в монастыре святой Екатерины на Синае. В том же году рукоположен в сан диакона, в 1962 году — в сан пресвитера.
В 1972 году окончил богословский институт Афинского университета, а также юридический факультет в том же университете.
С 1972 по 1974 год был настоятелем Синайского подворья в городе Янина.
С 1974 по 1978 год был настоятелем древнейшего афинского Монастыря Пендели, где расположен Всеправославный центр, созданный Элладской православной церковью для проведения межправославных и экуменических конференций, встреч и переговоров.
16 августа 1976 года был хиротонисан в титулярного епископа Додонского, викария Афинской архиепископии и назначен представителем архиепископа Афинского по связям с общественностью и СМИ. Хиротонию совершили: архиепископ Афинский Серафим (Тикас), митрополит Коринфский Пантелеимон (Караниколас), митрополит Иэрисский Павел (Софос), митрополит Арголидский Хризостом (Тавладоракис), митрополит Дидимотихский Агафангел (Тамбурадзакис), митрополит Неврокопиский Спиридон (Киветос), митрополит Камбанийский Косма (Папдопулос) и епископ Вавилонский Петр (Якумелос).
20 августа 1991 года возведён в сан митрополита с оставлением на той же титулярной кафедре.
25 мая 1994 года был избран митрополитом Закинфским.
В 1998 году был одним из главных претендентов на выборах нового главы Элладской православной церкви.
5 сентября 2011 года ушёл на покой по состоянию здоровья, а 13 октября того же года был назначен титулярным митрополитом Додонским.